# Кипень
Кипе́нь (фин. Kuippina, фин. Kivisenmäki) — деревня в Ломоносовском районе Ленинградской области. Центр Кипенского сельского поселения.

## Название
Название деревни происходит от старинного русского слова «кипень», означающего «ключ, бьющий под сильным напором».

## История
Один из древнейших сельских населённых пунктов Ленинградской области. Впервые упоминается в Писцовой книге Водской пятины 1500 года как центр Кипенского погоста Копорского уезда. На погосте находилась Дмитриевская церковь, а по соседству с ним — «село Кипина у погоста». Это был очень крупный населённый пункт, в нём насчитывалось 44 двора. Село на момент описания было дворцовым, то есть являлось личной собственностью великого князя, а два двора принадлежали своеземцу А. А. Деревяшкину.
В 1617 году Кипень, в составе Копорского уезда Водской пятины, была передана Швеции по условиям Столбовского мирного договора. Кипень, как и вся восточная часть Копорского уезда, сильно пострадала в результате Смуты и русско-шведской войны. В первых шведских писцовых книгах она упоминается как швед. Kipena Kyrkie by Öde, то есть пустошь церковной деревни Кипень — население в деревне отсутствовало, то есть либо вымерло, либо бежало в Россию.
Кипень (лат. Kipensco) упоминается на карте Ливонии атласа Блау 1654 года.
Кипень (швед. Kipen) упоминается на карте Ингерманландии А. И. Бергенгейма, составленной по материалам 1676 года.
В XVII веке в Кипень шведской администрацией были переселены эвремейсы (их преобладание в Кипени сохранялось до 1930-х годов). По итогам Северной войны деревня в начале XVIII века вновь вошла в состав России.
11 ноября 1710 года в новой российской столице Санкт-Петербурге герцог Фридрих Вильгельм Курляндский женился на дочери старшего брата Петра I, царя Ивана V — Анне, ставшей впоследствии императрицей российской Анной Иоанновной. Брак продлился чуть больше двух месяцев, на обратном пути 10 (21) января 1711 герцог скончался в Кипиной мызе (Киппингсхофе) — современной Кипени.
В XIX веке Кипень входила в состав Ораниенбаумского (с 1849 года — Петергофского уезда) Петербургской губернии.
На месте современных деревень Кипень и Нижняя Кипень до революции находилось четыре населённых пункта:
- деревня Кипень (Большая Кипень) — занимала территорию деревни Нижняя Кипень;
- деревня Никкозимяки — располагалась в северной части современной деревни Кипень южнее Большой Кипени;
- колония Верхняя Кипень или Кипенская — находилась посередине между Никкозимяки и Проковсино.
- деревня Проковсино (Прокофьино, Малая Кипень) — находилась в южной части современной Кипени и выходила на Ямбургское шоссе; в деревне находилась почтовая станция;

Деревни составляли часть крупного удельного имения, то есть являлись личной собственностью членов императорской фамилии.
На «Топографической карте окрестностей Санкт-Петербурга» Военно-топографического депо Главного штаба 1817 года упоминаются деревни: Большая Кипень из 30 дворов, Малая Кипень из 5 и Никозимяги из 9 дворов, поселение колонистов и «Почта Кипень».
На «Топографической карте окрестностей Санкт-Петербурга» Ф. Ф. Шуберта 1831 года упомянуты: Большая Кипень из 32 дворов, Проковсино или Малая Кипень из 9 дворов, Никосемяки из 8 дворов и Кипенская Колония из 12 дворов.
По данным на 1835 год Верхняя Кипень и Никоземяки принадлежали императрице Александре Фёдоровне, а Проковсино числилось за Ропшинским удельным правлением.

КИПЕНЬ — деревня принадлежит государыне императрице Александре Фёдоровне, число жителей по ревизии: 80 м. п., 91 ж. п.

КИПЕНСКАЯ — колония принадлежит ведомству Хозяйственного департамента Министерства внутренних дел, число жителей по ревизии: 56 м. п., 60 ж. п.

ПРОКОФСИНА — деревня принадлежит ведомству Ропшинского правления, местопребывание пристава, Кипенская почтовая станция, число жителей по ревизии: 21 м. п., 22 ж. п.

НИКОСЕМЯКИ — деревня принадлежит государыне императрице Александре Фёдоровне, число жителей по ревизии: 27 м. п., 20 ж. п. (1838 год)

В 1844 году деревня Большая Кипень насчитывала 32 двора.
На этнографической карте Санкт-Петербургской губернии П. И. Кёппена 1849 года обозначены: деревня «Kuippina», расположенная в ареале расселения эвремейсов и «Kipenske Col.», расположенная в ареале расселения немцов. В пояснительном тексте к этнографической карте записаны деревни:
- Kuippina (Кипень), количество жителей на 1848 год: эвремейсов — 75 м. п., 95 ж. п., всего 170 человек
- Kiwisenmäki (Прокофсина, Малая Кипень), количество жителей на 1848 год: савакотов — 15 м. п., 17 ж. п., всего 32 человека
- Nikkasenmäki (Никкосемяки), количество жителей на 1848 год: эвремейсов — 28 м. п., 34 ж. п., всего 62 человека[19]

КИПЕНЬ — деревня Красносельской удельной конторы Ропшинского приказа, по почтовому тракту, число дворов — 27, число душ — 68 м. п.

КИПЕНСКАЯ — колония Ведомства государственного имущества, по просёлочной дороге, число дворов — 11, число душ — 78 м. п.

НИККОСЕНМЯКИ — деревня Красносельской удельной конторы Ропшинского приказа, вблизи почтового тракта, число дворов — 9, число душ — 25 м. п. (1856 год)

В 1860 году деревня Большая Кипень насчитывала 29 дворов, Проковсина (Малая Кипень) — 10, Колония Кипенская — 11 и Никосемяки (Никкозимяки) — 9 дворов.

КИПЕНЬ БОЛЬШАЯ (КИПЕЙН) — деревня удельная при речке Стрелке, по левую сторону Нарвского тракта из Стрельны, в 24 верстах от Петергофа, число дворов — 36, число жителей: 102 м. п., 111 ж. п.

КИПЕНЬ МАЛАЯ (ПРОКОФЬИНО) — деревня удельная при речке безымянной, по левую сторону Нарвского тракта из Стрельны, в 26 верстах от Петергофа, число дворов — 10, число жителей: 34 м. п., 27 ж. п.; Почтовая станция.

КИПЕНСКАЯ — колония немецкая при колодцах, по левую сторону Нарвского тракта из Стрельны, в 26 верстах от Петергофа, число дворов — 11, число жителей: 75 м. п., 104 ж. п.; Лютеранский молитвенный дом. Училище. Сельский приказ. 

НИКЕЗЕМЯКИ (НИККАЗЕНМЯККИ) — деревня удельная при речке Стрелке, по левую сторону Нарвского тракта из Стрельны, в 24½ верстах от Петергофа, число дворов — 9, число жителей: 42 м. п., 39 ж. п. (1862 год)

После отмены крепостного права Кипень вошла в состав Ропшинской волости.
В 1874 году в деревне Большая Кипень открылась школа. Учителями в ней работали «А. Тейдер и госпожа Тейдер».

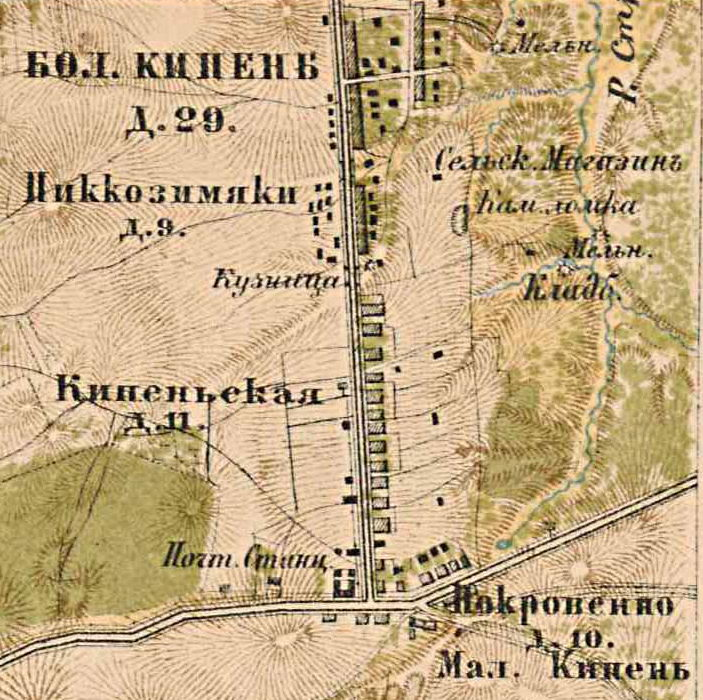
План села Кипень. 1885 год

В 1885 году, согласно «Карте окрестностей Петербурга», деревня Большая Кипень насчитывала 29 дворов, деревня Кипеньская — 11, Никкозимяки — 9 и Покровсино (Малая Кипень) — 10 дворов. Сборник же Центрального статистического комитета описывал Кипень так:

КИПЕНСКОЕ (КИПЕНЬ) — село бывшее колонистов, дворов — 12, жителей — 220; молитвенный дом лютеранский, школа, лавка, постоялый двор, почтовая станция. (1885 год)

В конце XIX века Кипень входила в состав Ропшинской волости 1-го стана Петергофского уезда Санкт-Петербургской губернии, в начале XX века — 2-го стана. По приходским данным население села было исключительно финским.
К 1913 году количество дворов в Большой Кипени увеличилось до 31, в Никоземягги — до 15, Колония Кипень насчитывала 40 дворов.
Накануне Первой мировой войны в Кипени располагались: лютеранская церковь (в колонии), отдел Ропшинской вольной пожарной дружины, почтово-телеграфное отделение, три земские школы, частная лютеранская школа.
С 1918 по 1919 год Кипень была центром Кипенской волости Петергофского уезда, затем она вошла в состав Ропшинской волости.
Согласно данным переписи населения СССР 1926 года в деревне Кипень Кипенского сельсовета Ропшинской волости Троцкого уезда проживали 390 человек — большинство финны, а также русские и эстонцы; в колонии Кипень проживали 302 человека — большинство немцы, а также русские, эстонцы, китайцы и финны; в деревне Никозенмяки проживали 122 человека — все финны; в деревне Проковсино проживали 125 человек — большинство финны, а также русские и немцы.
Кипень была центром сельсовета Ропшинской волости, а с 1927 года — Урицкого района Ленинградской области.

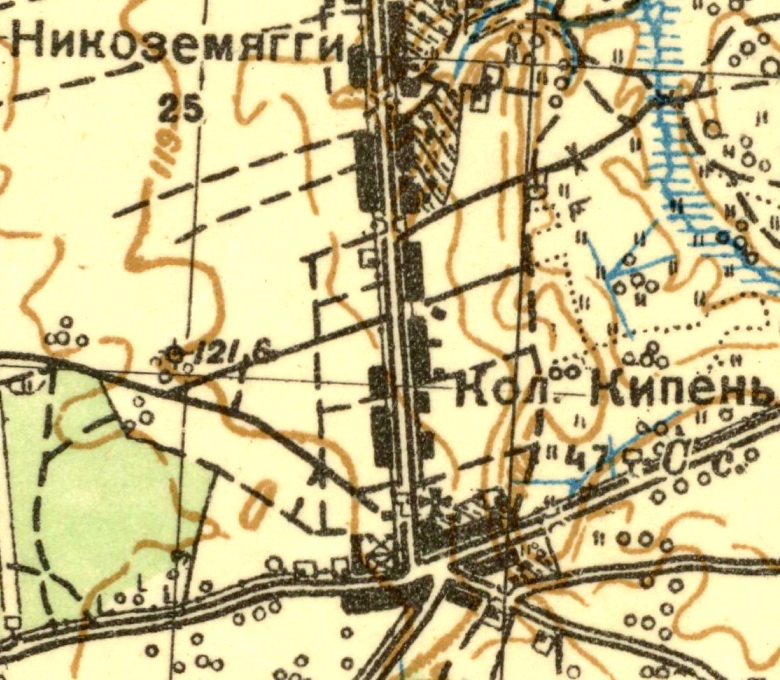
План села Кипень. 1931 год

С 1930 по 1936 год деревня входила в состав Ленинградского Пригородного района.
По административным данным 1933 года село Кипень являлось административным центром Кипенского сельсовета, в который входили 13 населённых пунктов: деревни Андреевка, Волховицы, Валерьяновка, Большое Волосово, Малое Волосово, Большие Горки, Малые Горки, Келози, Никкоземякки, Проковсино, Симсейпалы, село Кипень и выселок Кипень, общей численностью населения 2540 человек.
По данным 1936 года в состав Кипенского сельсовета входили 10 населённых пунктов, 482 хозяйства и 9 колхозов.
В 1936—1954 годах — в составе Красносельского района, с 1954 года — в составе Ломоносовского района.
В период Великой Отечественной войны Кипень с сентября 1941 года по январь 1944 года была оккупирована германскими войсками.
Кипень была освобождена от немецко-фашистских оккупантов 19 января 1944 года.
По данным 1966 года деревни Никкоземяки, Верхняя Кипень и Проковсино находились в составе Кипенского сельсовета, однако смежная им деревня Нижняя Кипень находилась в составе Ропшинского сельсовета. Административным центром Кипенского сельсовета была деревня Проковсино.
Решением Ленинградского облисполкома № 539 от 17 ноября 1970 года три населённых пункта: деревни Никкоземяки, Верхняя Кипень и Проковсино были объединены в один, с присвоением ему наименования — деревня Кипень.
По данным 1973 года деревня являлся административным центром Кипенского сельсовета, в ней располагалась центральная усадьба совхоза «Красная звезда».
По данным 1990 года в деревне Кипень проживали 2829 человек. Деревня являлся административным центром Кипенского сельсовета в который входили 11 населённых пунктов: деревни Витино, Волковицы, Глухово, Келози, Кипень, Трудовик, Черемыкино, Шундорово; посёлки Глухово (Лесопитомник), Дом отдыха «Волковицы», Черемыкинская Школа, общей численностью населения 5242 человека.
В 2002 году в деревне проживали 3114 человек (русские — 91 %).
С 1 января 2006 года Кипень является административным центром Кипенского сельского поселения.

## География
Деревня расположена в юго-восточной части района на левом берегу реки Стрелки, берущей начало в так называемой Долине родников.
Через деревню проходят Таллинское А180 (E 20), Волковицкое и Ропшинское шоссе, вдоль которых расположено большинство жилых домов.
Расстояние до районного центра — 65 км.
Расстояние до ближайшей железнодорожной станции Красное Село — 19 км.
Смежно с Кипенью расположены деревни Нижняя Кипень, Большие и Малые Горки, садоводство «Колос».
Рядом с деревней проходит граница с Гатчинским районом Ленинградской области.

## Демография
| 1862 | 1997  | 2002  | 2007  | 2010  | 2017  | 2021  |
| ---- | ----- | ----- | ----- | ----- | ----- | ----- |
| 534  | ↗3195 | ↘3114 | ↗3378 | ↘3076 | ↗3115 | ↗3477 |

### Численность населения
Изменение численности населения за период с 1835 по 2021 год:

### Национальный состав
По данным переписи 2002 года, национальный состав населения Кипени выглядел следующим образом:
- Всего населения — 3114
- русские — 2824 (90,7 %)
- финны — 85 (2,7 %)
- украинцы — 65 (2,1 %)
- белорусы — 58 (1,9 %)
- прочие — 82 (2,6 %)[55].

## Инфраструктура
Жилая застройка в деревне представлена пятиэтажными блочными домами (в том числе серии 1-ЛГ-600 — так называемые дома-«корабли» Автовского ДСК, серии 600.11 и 1-ЛГ-602), кирпичными двухэтажными, трёхэтажными домами и малоэтажными индивидуальными домами. В деревне имеются детский сад, школа, отделение связи, магазин «Магнит», филиал Сбербанка, магазин «Пятёрочка».

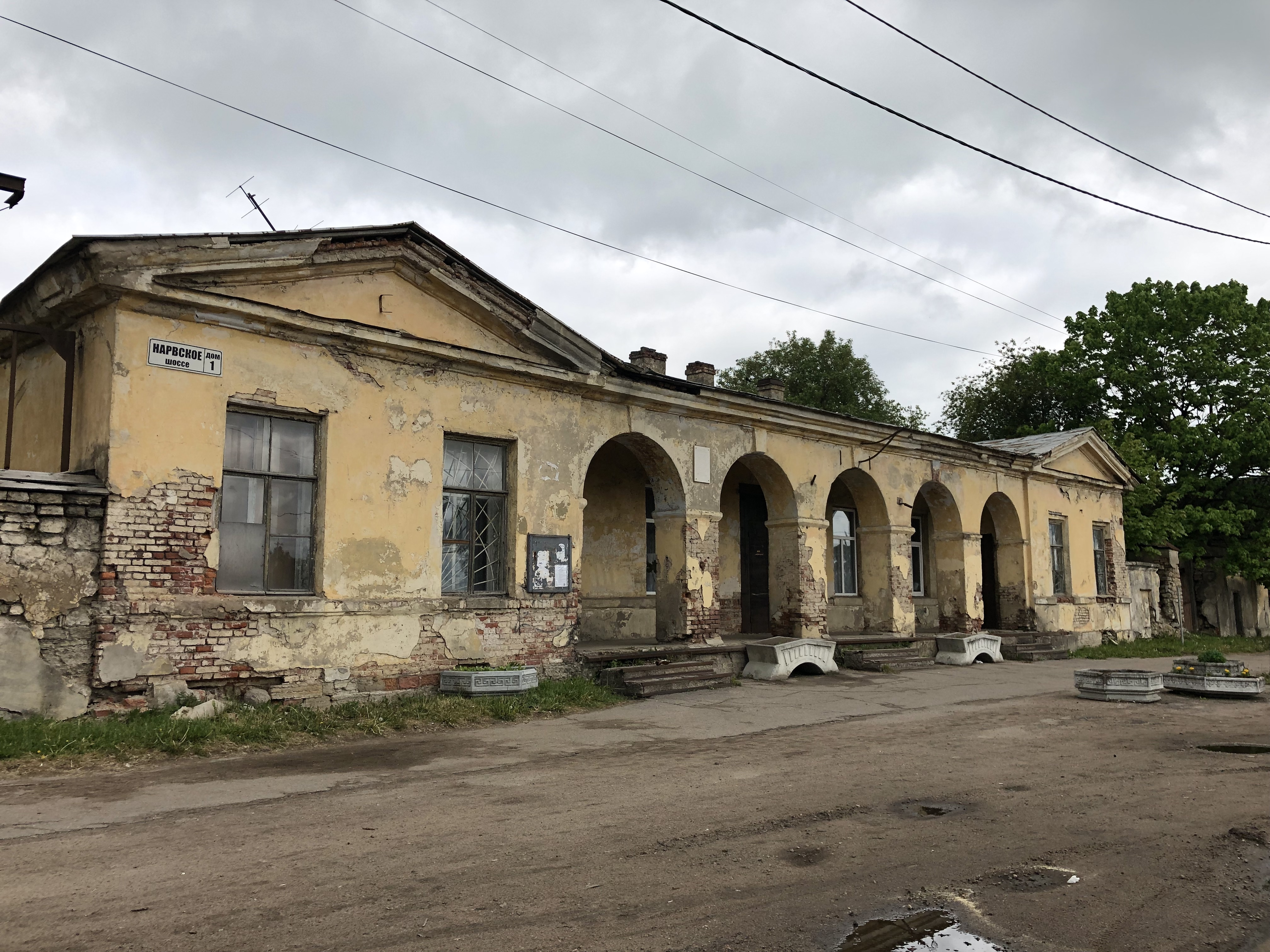
Почтовая станция. Постройка начала XIX века
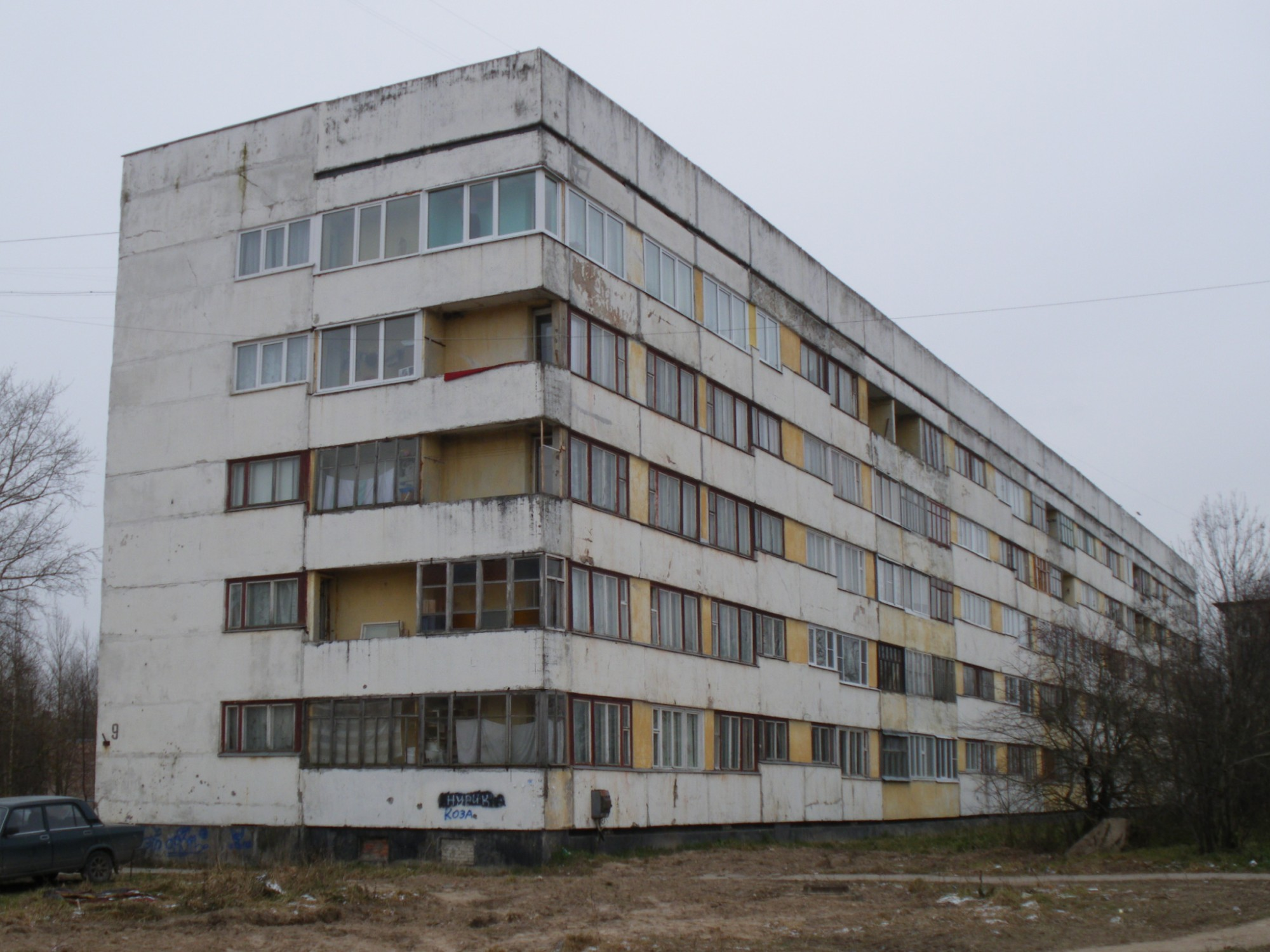
Деревня Кипень, Ропшинское шоссе, 9
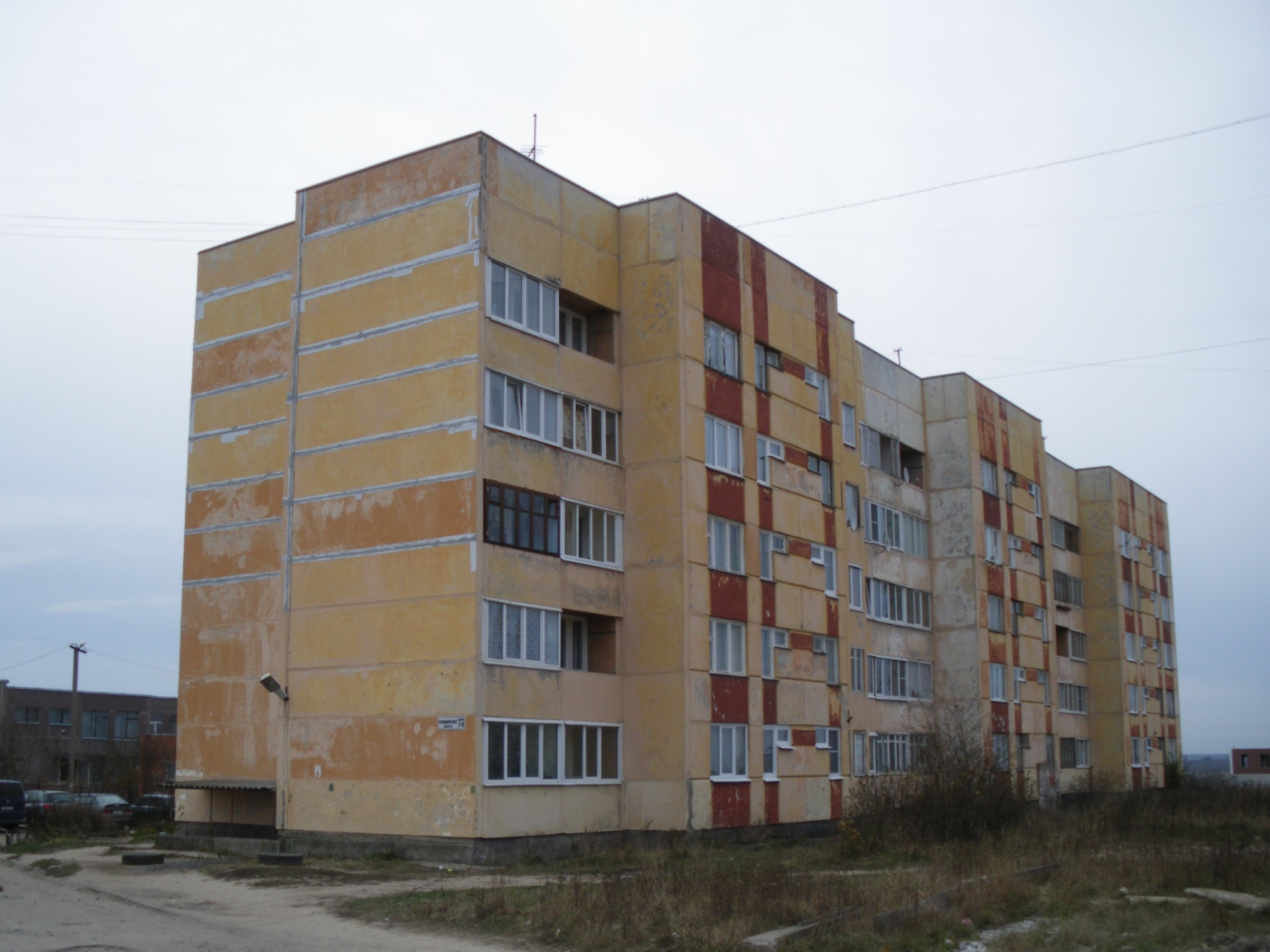
Деревня Кипень, Ропшинское шоссе, 19

## Достопримечательности
- Здание почтовой станции постройки начала XIX века. В 2025 году был утвержден проект капитального ремонта[56].
- Кипенское озеро
- Остатки аэродрома времён Великой Отечественной войны
- Развалины водяной мельницы, позже электростанции
- Кирха в Малых Горках

## Транспорт

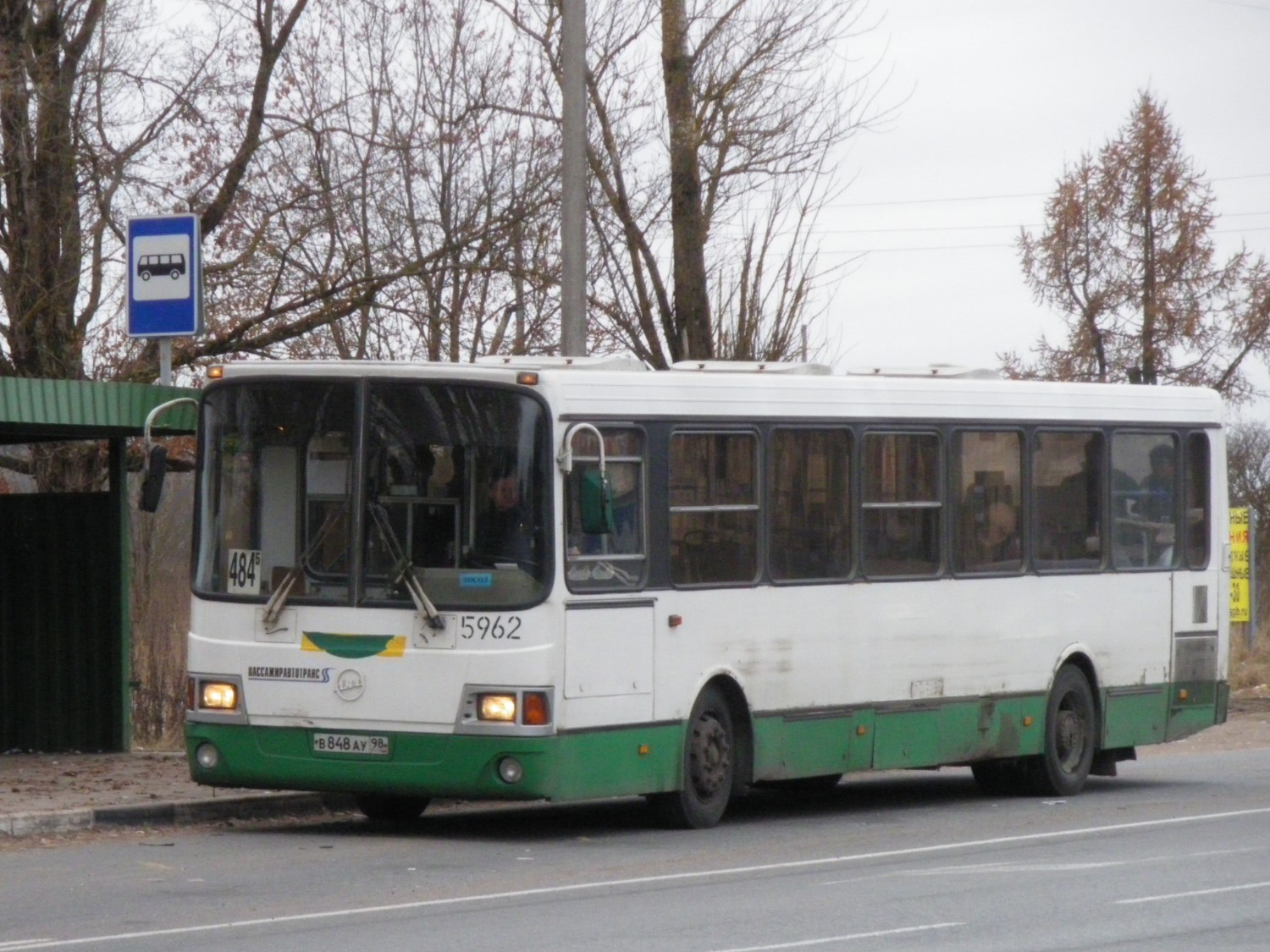
ЛиАЗ-5256.25 СПб ГУП «Пассажиравтотранс», маршрут № 484Б, на остановке «Кипень» на Нарвском шоссе. Ноябрь 2009 года

В деревне осуществляется автобусное сообщение по маршрутам:
| №             | Конечная остановка 1       | Конечная остановка 2 | Перевозчик         | Примечания                                                                              |
| ------------- | -------------------------- | -------------------- | ------------------ | --------------------------------------------------------------------------------------- |
| 481           | Кировский завод            | Ропша                | ООО «Домтрансавто» | Социальный автобусный маршрут города Санкт-Петербурга. Оплата наличными не принимается. |
| 482           | Кировский завод            | Шёлково              | ООО «Домтрансавто» | Социальный автобусный маршрут города Санкт-Петербурга. Оплата наличными не принимается. |
| 482В          | Кировский завод            | Каськово             | ООО «Домтрансавто» | Социальный автобусный маршрут города Санкт-Петербурга. Оплата наличными не принимается. |
| 484           | Кировский завод            | Андреевка            | ООО «Домтрансавто» | Социальный автобусный маршрут города Санкт-Петербурга. Оплата наличными не принимается. |
| 486           | Кипень                     | Проспект Ветеранов   | ООО «Вест-Сервис»  |                                                                                         |
| 487           | Кировский завод            | Зимитицы             | ООО «Вест-Сервис»  | Социальный автобусный маршрут города Санкт-Петербурга. Оплата наличными не принимается. |
| 533           | Гатчина, Варшавский вокзал | Кипень               | ООО «Вест-Сервис»  |                                                                                         |
| 547           | Станция Красное Село       | Терволово            | ООО «Вест-Сервис»  | Социальный автобусный маршрут города Санкт-Петербурга. Оплата наличными не принимается. |
| 632           | Терволово                  | Проспект Ветеранов   | ООО «Вест-Сервис»  |                                                                                         |
| 632А          | Каськово                   | Проспект Ветеранов   | ООО «Вест-Сервис»  |                                                                                         |
| 650А / к-650А | Кипень                     | Проспект Ветеранов   | ООО «Вест-Сервис»  |                                                                                         |
| 653           | Лаголово                   | Ломоносов, вокзал    | ООО «Вест-Сервис»  |                                                                                         |
| 888           | Извара                     | Балтийская           | ООО «Сланцы-ПАП»   |                                                                                         |

## Предприятия и организации
- Отделение почтовой связи № 188515 (Ропшинское шоссе, 5)
- ПАО «Сбербанк России», доп. офис № 9055/0861 (Ропшинское шоссе, 3)
- ЗАО «Санкт-Петербургский сахарный завод» (Ропшинское шоссе, 1)
- ЗАО «Кипень» — производитель молочных продуктов (Ропшинское шоссе, 4)
- ЗАО «Кипенское ремонтно-техническое предприятие» (Ропшинское шоссе, 6)
- ООО «Кипень Агропромснаб» (Ропшинское шоссе, 2, корп. 5)
- ООО «Кипенская сельхозтехника» (Ропшинское шоссе, 2, корп. 6)
- ООО «Гидролат» — производство гидравлических поршневых цилиндров (Ропшинское шоссе, 1)
- ООО «Петродиет» — производитель диабетических продуктов (Ропшинское шоссе, 2, корп. 6)
- МОУ «Кипенская средняя общеобразовательная школа»

## Улицы
Водопроводная, Волковицкое шоссе, Дивноозёрная, Каштановый проезд, Клеверный проезд, Лесная, Нарвское шоссе, Новостроек, Новостроек-2, Озёрная, Полевая, Прибрежная, Пшеничный проезд, Ропшинский проезд, Ропшинское шоссе, Садовая, Тополиная, Ягодная.

## Садоводства
Колос.